# Cleo de 5 a 7
Cleo de 5 a 7 es una película francesa de 1962 dirigida por Agnès Varda y que se puede enmarcar dentro del movimiento Nouvelle vague.

## Argumento
Cleo es una joven y bella cantante que está esperando los resultados de unas pruebas médicas. Una adivina que lee las cartas le predice que tiene cáncer y que va a morir. Son las 5 de la tarde y tiene que recoger los resultados de sus exámenes médicos en 2 horas. Mientras pasa el tiempo esperando los resultados, busca el apoyo de quienes la rodean. Finalmente encontrará consuelo con un joven soldado que está a punto de ser enviado a Argelia y que le confiesa sus temores a morir.
La acción se desarrolla aproximadamente en tiempo real, en dos horas del 21 de junio de 1961 en París. Florence/Clèo se topará con la incredulidad o incluso con la indiferencia y medirá el vacío de su existencia.

## Comentarios
La película hace una reflexión sobre el amor a la vida, la falta de humildad y la muerte. Cleo es una joven frívola y aburguesada que sólo se preocupa por su belleza y que se ve amenazada por la muerte. Una muerte que, para ella, es fealdad: Mientras seas guapa, estarás mucho más viva que los demás.